# Vaterpolo na Mediteranskim igrama 1975.
Vaterpolski turnir na MI 1975. održavao se u alžirskom glavnom gradu Alžiru.

## Konačni poredak
| Mj. | Država      |
| --- | ----------- |
| 1.  | Italija     |
| 2.  | Jugoslavija |
| 3.  | Španjolska  |
| 4.  | Grčka       |
| 5.  | Turska      |
| 6.  | Alžir       |

| Pobjednici           |
| -------------------- |
| Italija Treći naslov |